# Giải báo chí "Vì sự nghiệp đại đoàn kết dân tộc"
Giải báo chí "Vì sự nghiệp Đại Đoàn Kết toàn dân tộc" là giải thưởng được khởi xướng bởi Ủy ban Trung ương Mặt trận Tổ quốc Việt Nam, Ban Tuyên giáo Trung ương Đảng Cộng sản Việt Nam phối hợp cùng Hội Nhà báo Việt Nam tổ chức định kỳ hàng năm. Mục đích của giải thưởng nhằm vinh danh các các phóng viên, nhà báo, cơ quan thông tấn, báo chí Việt Nam có thành tích trong việc tuyên truyền đường lối và đấu tranh với tiêu cực trong bộ máy công quyền. Cho đến năm 2020, giải báo chí này được tổ chức 14 lần.

## Ra đời
Giải báo chí "Vì sự nghiệp Đại Đoàn Kết toàn dân tộc", một Giải thưởng được khởi xướng bởi Ủy ban Trung ương Mặt trận Tổ quốc Việt Nam; Ban Tuyên giáo Trung ương Đảng Cộng sản Việt Nam phối hợp cùng Hội Nhà báo Việt Nam tổ chức định kỳ hàng năm.
Giải lần đầu được trao cho các phóng viên, nhà báo ở Việt Nam, vào năm 2003. Trong năm đó, Ban Tổ chức Giải nhận được 320 tác phẩm báo chí dự thi của 61 cơ quan thông tấn, báo chí trong nước gửi tham dự.
Người được xét trao Giải này, được Ban Tổ chức lựa chọn thông qua các thể loại, như báo viết, báo phát thanh, báo hình, báo điện tử và ảnh báo chí.
Lần thứ hai, vào năm 2004, số lượng tác phẩm dự giải được thống kê là 302 tác phẩm của 63 cơ quan báo chí;....
Đến năm 2010 có 782 tác phẩm của 131 cơ quan báo chí tham gia; năm 2012 có 952 tác phẩm của 151 cơ quan thông tấn, báo chí tham gia.Giải lần thứ 11 năm 2013 - 2014 đã nhận được hơn 1.100 tác phẩm của 175 cơ quan báo chí tham dự giải

## Mục đích trao giải
Giải báo chí “Vì sự nghiệp Đại đoàn kết toàn dân tộc” nhắm đến nhiều mục đích tuyên truyền của Ban Tổ chức Giải thưởng này. Tại lễ phát động giải thưởng lần thứ 13 (2017 - 2018), mục đích của việc trao giải này được tuyên bố, nhằm "Tuyên truyền các chủ trương, đường lối của Đảng, chính sách, pháp luật của Nhà nước, chương trình hành động của Mặt trận Tổ quốc Việt Nam về xây dựng và phát huy sức mạnh đại đoàn kết toàn dân tộc. Tuyên truyền, cổ vũ, động viên cán bộ, đảng viên và các tầng lớp nhân dân thường xuyên học tập và làm theo tư tưởng, đạo đức, phong cách Hồ Chí Minh trong quá trình triển khai thực hiện các chỉ thị, nghị quyết về xây dựng Đảng, xây dựng chính quyền trong sạch, vững mạnh, phòng, chống tham nhũng, thực hành tiết kiệm chống lãng phí; nhất là việc thực hiện Nghị quyết Hội nghị lần thứ tư Ban Chấp hành Trung ương Đảng (khóa XII) về tăng cường xây dựng, chỉnh đốn Đảng; ngăn chặn, đẩy lùi sự suy thoái về tư tưởng chính trị, đạo đức, lối sống, những biểu hiện “tự diễn biến”, “tự chuyển hóa” trong nội bộ..."
Giải thưởng này cũng nhằm tuyên truyền nhiệm vụ bảo vệ an ninh chính trị, trật tự an toàn xã hội, bảo vệ vững chắc chủ quyền lãnh thổ quốc gia trên biển, thềm lục địa và vùng đặc quyền kinh tế 200 hải lý của Việt Nam, về quan điểm, lập trường của Việt Nam trong vấn đề Biển Đông tới cộng đồng quốc tế, cộng đồng người Việt Nam ở nước ngoài. Vấn đề được hệ thống chính trị tại Việt Nam rất quan tâm thời gian qua.

## Đối tượng được xét
Tất cả các nhà báo chuyên nghiệp hoặc không chuyên nghiệp, các cộng tác viên, thông tin viên của các cơ quan thông tấn báo chí trong nước và kiều bào ta ở nước ngoài có tác phẩm báo chí với nội dung như trên đều có thể gửi về dự giải. Mỗi tác giả được tự lựa chọn gửi tối đa 5 tác phẩm dự giải phù hợp với yêu cầu và điều kiện đã nêu. Trường hợp nhiều người cùng thực hiện một tác phẩm thì giải sẽ trao cho nhóm tác giả. Số tác giả của một nhóm tối đa là 7 người.
Về thể loại, các tác giả được xét giải phải thuộc: báo viết, báo phát thanh, báo hình, báo điện tử và ảnh báo chí. Đối với tác phẩm báo chí được xét giải: bao gồm các thể loại như tin, bài phản ánh, bình luận, chuyên luận, xã luận, phóng sự, phóng sự điều tra, bút ký báo chí... đảm bảo tính chính xác, có tính thuyết phục.

## Các tác giả và tác phẩm được trao giải giai đoạn 2003 – 2019

### Lần thứ 13 (2017 – 2018)
76 tác phẩm với cơ cấu: 1 giải đặc biệt, 3 giải A, 13 giải B, 27 giải C, 32 giải Khuyến khích.
“Hành trình rẻo cao - Các dân tộc rất ít người ở Việt Nam” của Tập thể Truyền hình nông nghiệp nông thôn VTC; tác phẩm “Thiêng liêng hai tiếng Việt Nam” của tác giả Hoàng Lan, đăng Báo Phụ nữ Thủ đô; tác phẩm “Khoán việc” cho cấp ủy, người đứng đầu - cách làm của Bắc Giang” của nhóm phóng viên đăng Báo Bắc Giang; tác phẩm “Ấn tượng xây dựng nông thôn mới TP Hồ Chí Minh” của tác giả Nguyễn Thị Minh Phước, Nguyễn Quốc Minh do Đài Tiếng nói nhân dân TPHCM (VOH) phát sóng; Phóng sự ảnh “Cột mốc chủ quyền Trường Sa trong trường học” của tác giả Cao Thị Oanh, đăng Báo Hậu Giang...

### Lần thứ 12 (2016 – 2017)
5 tác phẩm đoạt giải A; 20 tác phẩm đoạt giải B; 33 tác phẩm đoạt giải C và 42 tác phẩm đoạt giải Khuyến khích.

#### Giải A:
- Phát huy sức mạnh của đội ngũ trí thức Việt Nam trong thời đại ngày nay; Tác giả: Mai Hồng, Lê Thu, Mỹ Hà; VOV1, Đài Tiếng nói Việt Nam.

##### Giải B:
- Gala kết nối 54 – chung tay vì những số phận kém may mắn nơi vùng xa; Tác giả: Hồng Nhung – Thanh Tâm và nhóm phóng viên; VOV4, Đài Tiếng nói Việt Nam.
- Hành trình 40 năm đi tìm đồng đội; Tác giả: Nguyễn Thanh Hương, VOV2 Đài Tiếng nói Việt Nam.
- Góp ý dự thảo Văn kiện Đại hội Đảng XII; Tác giả: Minh Hòa; Báo điện tử VOV.

###### Giải C:
- Hải trình Trường Sa – cho ta niềm tin; Tác giả: Lan Phương, VOV5, Đài Tiếng nói Việt Nam.
- Khát vọng biển khơi; Tác giả: Thu Lan, Hương Giang, Hà Phương; VOV1- Đài Tiếng nói Việt Nam.
- Hòa hợp dân tộc – thức tỉnh lòng yêu nước và tự tôn dân tộc; Tác giả: Chí Diệu, Quốc Huy; Chương trình phát thanh Quân đội nhân dân, VOV1- Đài Tiếng nói Việt Nam.
- Tìm lời giải cho các trường Đại học, Cao đẳng công lập tự chủ toàn diện; Tác giả: Bích Lan, Kim Anh, Minh Hòa; Báo điện tử VOV.[6]

### Lần thứ 11 (2013 – 2014)
4 tác phẩm đoạt giải A; 18 tác phẩm đoạt giải B; 35 tác phẩm đoạt giải C và 40 tác phẩm đoạt giải Khuyến khích.
Báo Nhân Dân đoạt một giải A với loạt bài “Hiệu quả mô hình đưa trí thức trẻ về cơ sở”, cùng một giải C và hai giải Khuyến khích

### Lần thứ 09 (2011)
02 tác phẩm đoạt giải A, 10 tác phẩm đoạt giải B, 18 tác phẩm đoạt giải C, và 26 tác phẩm đoạt giải khuyến khích
- Giải A cho tác phẩm “Những chứng cứ Lịch sử và cơ sở pháp lý khẳng định chủ quyền Việt Nam tại Hoàng Sa và Trường Sa” của nhóm tác giả Nhà báo Nguyễn Thành Luân, Đức Lập, Hữu Phước, Quốc Khánh, Minh Ngọc, Văn Ninh, Hồng Sâm, Đức Tuyền, Mạnh Thắng, Tấn Thành, Hữu Tiến (đều thuộc Báo Đại Đoàn kết).
- Giải A - “Chung một ngọn cờ” của nhóm tác giả Cao Nguyên Dũng, Đoàn Minh Quý – Hãng Phim Truyền hình thành phố Hồ Chí Minh.
- Các tác phẩm tiêu biểu khác, như “Tạo điều kiện cho công nhân làm giàu” của nhóm tác giả Phúc Nguyên, Huy Thiêm và Đăng Trung Hội – Báo Quân đội Nhân dân; “Khi giá cả tăng cao, lương công nhân thấp; Làm gì để đời sống người lao động các khu công nghiệp bớt khó khăn” của tác giả Tiến Dũng – Báo Biên phòng,...[8]